# ウコタキヌプリ
ウコタキヌプリは、北海道の白糠郡白糠町と中川郡本別町と足寄郡足寄町の3町にまたがる標高747mの山である。一等三角点「雨後滝山」が設置されている。

## 概要
釧路総合振興局と十勝総合振興局の境界周辺に広がる白糠丘陵の最高峰である。山頂には三角点はなく、約500m離れた標高745.1mのピークに設置されており、このピークは「ウコタキ山」と呼ばれている。山頂からは雌阿寒岳やニペソツ山などを望むことができる。
山名の由来はアイヌ語で「二つの山がくっついている山」もしくは「互いについた玉石」で、どちらも山頂のことを表しているという。この山はユㇰランケヌプリ（鹿が下る山）とも呼ばれ、山上で雷鳴が轟く際は天から神が人間のために鹿の入った袋を投げおろしているとの伝承があった。かつて周辺のアイヌ民族は、この山にイナウを捧げて猟運を祈ったという。

## 登山
地形図には書かれていないが、本別山岳会によって整備された登山道が存在する。
本別川沿いの本別川林道を進み、林道のヘアピンカーブで登山口へ行く林道に入る。登山道は標識やピンクテープがつけられている。本別川沿いから西側の尾根に取り付いて登ると、ウコタキ山の山頂に到着する。そこからは2つ設置されている反射板の近くを通ってウコタキヌプリの山頂へ至る。